# Copa Marlboro 1990
La Copa Marlboro 1990 fueron una serie de torneos cuadrangulares amistosos disputados en Estados Unidos, en diferentes ciudades y meses del año, la primera en Miami (febrero) el segundo se disputó en Los Ángeles (febrero), luego se jugaron dos ediciones más en Chicago (mayo) y en Nueva York (agosto), en los mismos tomaron partida clubes y selecciones nacionales, las ediciones de 1990 fueron las últimas que se disputaron del tradicional torneo.

## Primer Torneo

### Participantes
- Estados Unidos
- Uruguay
- Costa Rica
- Colombia

### Resultados
|  | Semifinales    | Semifinales    | Semifinales |            |         | Final          | Final          | Final        |  |
|  |                |                |             |            |         |                |                |              |  |
|  |                |                |             |            |         |                |                |              |  |
|  | Uruguay        | Uruguay        | 2           |            |         |                |                |              |  |
|  | Uruguay        | Uruguay        | 2           |            |         |                |                |              |  |
|  | Colombia       | Colombia       | 0           |            |         |                |                |              |  |
|  | Colombia       | Colombia       | 0           |            | Uruguay | Uruguay        | 2              |              |  |
|  |                |                |             |            | Uruguay | Uruguay        | 2              |              |  |
|  |                |                | Costa Rica  | Costa Rica | 0       |                |                |              |  |
|  | Costa Rica     | Costa Rica     | Costa Rica  | Costa Rica | 0       | 2              |                |              |  |
|  | Costa Rica     | Costa Rica     |             |            |         | 2              |                |              |  |
|  | Estados Unidos | Estados Unidos | 0           |            |         | Tercer lugar   | Tercer lugar   | Tercer lugar |  |
|  | Estados Unidos | Estados Unidos | 0           |            |         | Tercer lugar   | Tercer lugar   | Tercer lugar |  |
|  |                |                |             |            |         |                |                |              |  |
|  |                |                |             |            |         | Colombia       | Colombia       | 1            |  |
|  |                |                |             |            |         | Colombia       | Colombia       | 1            |  |
|  |                |                |             |            |         | Estados Unidos | Estados Unidos | 1            |  |
|  |                |                |             |            |         | Estados Unidos | Estados Unidos | 1            |  |
|  |                |                |             |            |         |                |                |              |  |

| Colombia                     |
| Campeón Selección de Uruguay |
| 1.er título                  |

## Segundo Torneo

### Participantes
- Colombia
- Costa Rica
- Unión Soviética
- Guadalajara

### Resultados
|  | Semifinales     | Semifinales     | Semifinales |             |          | Final           | Final           | Final        |  |
|  |                 |                 |             |             |          |                 |                 |              |  |
|  |                 |                 |             |             |          |                 |                 |              |  |
|  | Colombia        | Colombia        | 0           |             |          |                 |                 |              |  |
|  | Colombia        | Colombia        | 0           |             |          |                 |                 |              |  |
|  | Unión Soviética | Unión Soviética | 0           |             |          |                 |                 |              |  |
|  | Unión Soviética | Unión Soviética | 0           |             | Colombia | Colombia        | 1               |              |  |
|  |                 |                 |             |             | Colombia | Colombia        | 1               |              |  |
|  |                 |                 | Guadalajara | Guadalajara | 0        |                 |                 |              |  |
|  | Guadalajara     | Guadalajara     | Guadalajara | Guadalajara | 0        | 3               |                 |              |  |
|  | Guadalajara     | Guadalajara     |             |             |          | 3               |                 |              |  |
|  | Costa Rica      | Costa Rica      | 0           |             |          | Tercer lugar    | Tercer lugar    | Tercer lugar |  |
|  | Costa Rica      | Costa Rica      | 0           |             |          | Tercer lugar    | Tercer lugar    | Tercer lugar |  |
|  |                 |                 |             |             |          |                 |                 |              |  |
|  |                 |                 |             |             |          | Unión Soviética | Unión Soviética | 2            |  |
|  |                 |                 |             |             |          | Unión Soviética | Unión Soviética | 2            |  |
|  |                 |                 |             |             |          | Costa Rica      | Costa Rica      | 1            |  |
|  |                 |                 |             |             |          | Costa Rica      | Costa Rica      | 1            |  |
|  |                 |                 |             |             |          |                 |                 |              |  |

#### Semifinales
| 20 de febrero de 1990 | Colombia | 0:0 (4:2 p.) | Unión Soviética | Memorial Coliseum, Los Ángeles |  |
|                       |          |              |                 | Árbitro(s): Bratsis (USA)      |  |

| 20 de febrero de 1990 | Costa Rica | 0:3 (0:1) | Guadalajara                                | Memorial Coliseum, Los Ángeles |                           |
|                       |            |           | de la Torre 29' · Galindo 73' · Madero 89' | Árbitro(s): Bratsis (USA)      | Árbitro(s): Bratsis (USA) |

#### 3.erPuesto
| 22 de febrero de 1990 | Unión Soviética                 | 2:1 (0:1) | Costa Rica  | Memorial Coliseum, Los Ángeles |                           |
|                       | Litovchenko 52' · Cherenkov 60' |           | Cayasso 34' | Árbitro(s): Bratsis (USA)      | Árbitro(s): Bratsis (USA) |

#### Final
| 22 de febrero de 1990 | Colombia           | 1:0 (0:0) | Guadalajara | Memorial Coliseum, Los Ángeles |                           |
|                       | Alexis Mendoza 53' |           |             | Árbitro(s): Bratsis (USA)      | Árbitro(s): Bratsis (USA) |

| Colombia                   |
| Campeón Selección Colombia |
| 1.er título                |

## Tercer torneo

### Participantes
- Colombia
- Costa Rica
- Polonia
- Atlas

### Resultados
|  | Semifinales | Semifinales | Semifinales |          |       | Final        | Final        | Final        |  |
|  |             |             |             |          |       |              |              |              |  |
|  |             |             |             |          |       |              |              |              |  |
|  | Colombia    | Colombia    | 2           |          |       |              |              |              |  |
|  | Colombia    | Colombia    | 2           |          |       |              |              |              |  |
|  | Polonia     | Polonia     | 1           |          |       |              |              |              |  |
|  | Polonia     | Polonia     | 1           |          | Atlas | Atlas        | 0            |              |  |
|  |             |             |             |          | Atlas | Atlas        | 0            |              |  |
|  |             |             | Colombia    | Colombia | 0     |              |              |              |  |
|  | Atlas       | Atlas       | Colombia    | Colombia | 0     | 2            |              |              |  |
|  | Atlas       | Atlas       |             |          |       | 2            |              |              |  |
|  | Costa Rica  | Costa Rica  | 0           |          |       | Tercer lugar | Tercer lugar | Tercer lugar |  |
|  | Costa Rica  | Costa Rica  | 0           |          |       | Tercer lugar | Tercer lugar | Tercer lugar |  |
|  |             |             |             |          |       |              |              |              |  |
|  |             |             |             |          |       | Polonia      | Polonia      | 2            |  |
|  |             |             |             |          |       | Polonia      | Polonia      | 2            |  |
|  |             |             |             |          |       | Costa Rica   | Costa Rica   | 0            |  |
|  |             |             |             |          |       | Costa Rica   | Costa Rica   | 0            |  |
|  |             |             |             |          |       |              |              |              |  |

#### Semifinales
| 4 de mayo de 1990 | Colombia                          | 2:1 | Polonia           | Memorial Stadium, Chicago                               |                                                         |
|                   | Estrada 11' · Arnoldo Iguarán 17' |     | Roman Kosecki 36' | Asistencia: 2912 espectadores Árbitro(s): Bratsis (USA) | Asistencia: 2912 espectadores Árbitro(s): Bratsis (USA) |

| 4 de mayo de 1990 | Costa Rica | 0:2 | Atlas                     | Memorial Stadium, Chicago                               |                                                         |
|                   |            |     | Pighin 28' · Salgado 34'} | Asistencia: 2912 espectadores Árbitro(s): Bratsis (USA) | Asistencia: 2912 espectadores Árbitro(s): Bratsis (USA) |

#### 3.erPuesto
| 6 de mayo de 1990 | Polonia                           | 2:0 (1:0) | Costa Rica | Memorial Stadium, Chicago                               |                                                         |
|                   | Leszek Pisz 10' · Piotr Nowak 89' |           |            | Asistencia: 8782 espectadores Árbitro(s): Bratsis (USA) | Asistencia: 8782 espectadores Árbitro(s): Bratsis (USA) |

#### Final
| 6 de mayo de 1990 | Colombia | 0:0 (1:4 p.) | Atlas | Memorial Stadium, Chicago                               |  |
|                   |          |              |       | Asistencia: 8782 espectadores Árbitro(s): Bratsis (USA) |  |

| Atlas de Guadalajara |
| Campeón Atlas        |
| 1.er título          |

## Cuarto torneo

### Participantes
- Estados Unidos
- Sporting de Lisboa
- Alianza Lima
- Flamengo

### Resultados
|  | Semifinales        | Semifinales        | Semifinales |          |              | Final              | Final              | Final        |  |
|  |                    |                    |             |          |              |                    |                    |              |  |
|  |                    |                    |             |          |              |                    |                    |              |  |
|  | Alianza Lima       | Alianza Lima       | 1           |          |              |                    |                    |              |  |
|  | Alianza Lima       | Alianza Lima       | 1           |          |              |                    |                    |              |  |
|  | Sporting de Lisboa | Sporting de Lisboa | 0           |          |              |                    |                    |              |  |
|  | Sporting de Lisboa | Sporting de Lisboa | 0           |          | Alianza Lima | Alianza Lima       | 0                  |              |  |
|  |                    |                    |             |          | Alianza Lima | Alianza Lima       | 0                  |              |  |
|  |                    |                    | Flamengo    | Flamengo | 1            |                    |                    |              |  |
|  | Flamengo           | Flamengo           | Flamengo    | Flamengo | 1            | 1                  |                    |              |  |
|  | Flamengo           | Flamengo           |             |          |              | 1                  |                    |              |  |
|  | Estados Unidos     | Estados Unidos     | 0           |          |              | Tercer lugar       | Tercer lugar       | Tercer lugar |  |
|  | Estados Unidos     | Estados Unidos     | 0           |          |              | Tercer lugar       | Tercer lugar       | Tercer lugar |  |
|  |                    |                    |             |          |              |                    |                    |              |  |
|  |                    |                    |             |          |              | Estados Unidos     | Estados Unidos     | 2            |  |
|  |                    |                    |             |          |              | Estados Unidos     | Estados Unidos     | 2            |  |
|  |                    |                    |             |          |              | Sporting de Lisboa | Sporting de Lisboa | 1            |  |
|  |                    |                    |             |          |              | Sporting de Lisboa | Sporting de Lisboa | 1            |  |
|  |                    |                    |             |          |              |                    |                    |              |  |

#### Semifinales
| 10 de agosto de 1990 | Alianza Lima | 1:0' | Sporting de Lisboa | Giants Stadium, East Rutherford, New York |  |
|                      | Pinto 30'    |      |                    |                                           |  |

| 10 de agosto de 1990 | Estados Unidos | 0:1' | Flamengo     | Giants Stadium, East Rutherford, New York |  |
|                      |                |      | Fernando 27' |                                           |  |

#### 3.erPuesto
| 12 de agosto de 1990 | Estados Unidos           | 2:1 (1:1) | Sporting de Lisboa | Giants Stadium, East Rutherford, New York |  |
|                      | Wynalda 13' · Harkes 89' |           | Cadete 29'         |                                           |  |

#### Final
| 12 de agosto de 1990 | Flamengo  | 1:0 | Alianza Lima | Giants Stadium, East Rutherford, New York |  |
|                      | Gaucho 1' |     |              |                                           |  |

| Flamengo         |
| Campeón Flamengo |
| 1.er título      |